# Hennie Quentemeijer
Hennie (Heinrich, Henk) Quentemeijer (* 1. Januar 1920 im Rheine; † 22. April 1974 in Sydney, Australien) war ein niederländischer Boxer. Er wurde 1947 Europameister der Amateure im Halbschwergewicht.

## Werdegang
Hennie Quentemeijer war einer von fünf boxenden Brüdern aus dem niederländischen Enschede. Aus seiner frühen Zeit ist bekannt, dass er sich schon vor Beginn des Zweiten Weltkrieges in Niederländisch-Indien aufhielt und dort von 1938 bis 1941 insgesamt sieben Profikämpfe bestritt. Von diesen Kämpfen gegen heute weitgehend unbekannte Gegner gewann er sechs und kämpfte einmal unentschieden.
In die Niederlande zurückgekehrt, kämpfte er von 1946 bis 1948, bis auf eine Ausnahme 1947, wieder als Amateur. 1946 und 1947 wurde er niederländischer Meister der Amateure im Halbschwergewicht. 1947 ging er bei der Europameisterschaft in Dublin an den Start und gewann dort im Halbschwergewicht mit Siegen über György Kapocsi, Ungarn, Ken Wyatt, England und Leon Nowiasz, Frankreich, den Europameistertitel. Am 28. Mai 1947 stand er in einer Europa-Auswahl, die in Chicago einen Vergleichskampf gegen die Vereinigten Staaten bestritt. Er verlor dabei im Halbschwergewicht gegen Dan Buccerioni, der später eine beachtliche Profi-Karriere hinlegte, durch K. o. in der 2. Runde.
1948 startete er auch bei den Olympischen Spielen in London. Er verlor in London im Halbschwergewicht gleich seinen ersten Kampf gegen Mauro Cía aus Argentinien nach Punkten. Es handelte sich dabei um einen Kampf in der Runde der "letzten 32", so dass er mit allen Verlierern dieser Runde letztlich auf den 17. Platz kam.
Im Dezember 1947 und von Dezember 1948 bis März 1955 kämpfte Hennie Quentemeijer dann wieder als Profi. Dabei bestritt er zehn Kämpfe, vorwiegend im Schwergewicht, von denen er sieben gewann. Die bekanntesten Gegner, gegen die er dabei boxte, waren Alain Cherville, Belgien, gegen den er am 15. September 1954 in Amsterdam nach Punkten gewann, Heinz Seelisch, Deutschland, gegen den er am 20. Oktober 1954 in Oldenburg nach Punkten gewann und Günter Nürnberg, Deutschland, gegen den er am 28. November 1954 in Oldenburg nach Punkten verlor.
Am 4. Januar 1955 gewann er in Groningen mit einem K.-o.-Sieg in der 12. Runde über Henk de Voogd den niederländischen Meistertitel der Profiboxer im Schwergewicht. Am 5. Mai 1955 verlor Hennie Quentemeijer in Newton/Großbritannien gegen den englischen Spitzenboxer Johnny Williams durch K. o. in der 2. Runde. Dies war sein letzter Kampf.
Insgesamt bestritt Hennie Quentemeijer als Profi 17 Kämpfe, von denen er 13 gewann, drei Kämpfe verlor er und einmal kämpfte er unentschieden.
Erläuterungen
- Halbschwergewicht (Amateure), damals Gewichtsklasse bis 79,4 kg Körpergewicht